# Larrousse LH93
El Larrousse LH93 fue el coche con el que el equipo Larrousse compitió en la temporada 1993 de Fórmula 1. El LH93 fue el primer chasis interno de Larrousse, después de seis temporadas con chasis Lola y Venturi. Conducido por Philippe Alliot, Érik Comas y Toshio Suzuki, el LH93 anotó tres puntos, dando al equipo el décimo lugar en el Campeonato de Constructores.

## Desarrollo
A lo largo de la temporada 1993, se difundieron rumores sobre el regreso de Peugeot a la Fórmula 1 como proveedor de motores. Estos rumores se confirmaron más tarde cuando Peugeot anunció su intención de fabricar motores para la temporada 1994. Para llamar la atención de un lucrativo motor de fábrica, Larrousse no tuvo más remedio que construir su propio chasis. El rival de Larrousse de 1993 tomó prestado en gran medida del chasis Venturi del año anterior. La distancia entre ejes se redujo en 3,5 pulgadas moviendo las ruedas delanteras hacia atrás, lo que permitió un alerón delantero más grande con placas intermedias. El monocasco permaneció idéntico, mientras que los pontones se ampliaron para ayudar a enfriar el Lamborghini V12 de 3,5 litros. Los frenos Brembo se abandonaron en favor de las unidades francesas Carbone Industrie. Los combustibles BP también fueron sustituidos por combustibles Elf durante el invierno. Aunque el equipo siempre tenía pocos fondos, Larrousse pudo completar una cantidad sustancial de pruebas de pretemporada en Paul Ricard. Larrousse originalmente tenía la intención de tener una suspensión activa iniciada por Williams, pero los crecientes costos y los temores de que fuera prohibida al final de la temporada hicieron que el proyecto fuera rápidamente abandonado.

## Resumen
Las primeras carreras de 1993 parecían prometedoras para el incipiente equipo Larrousse, incluso después de sufrir la vergüenza de un doble abandono en la primera ronda. Alliot y Comas llevaron ambos coches a la meta en Brasil, y Alliot perdió puntos por poco al quedar séptimo. El equipo tuvo una carrera miserable bajo el aguacero de Donington. Alliot se estrelló solo mientras Comas terminó 4 vueltas atrás, sólo por delante de Lola de Michele Alboreto. Los esfuerzos de Larrousse finalmente dieron sus frutos en Imola, con Alliot sobreviviendo a un mar de abandonos para anotar un buen quinto puesto y dos puntos cruciales. En España, Alliot y Comas condujeron cara a cara desde la primera vuelta hasta que la caja de cambios de Alliot se soltó 26 vueltas. Comas terminó noveno después de una larga batalla con Mark Blundell, Christian Fittipaldi y Aguri Suzuki. Fue la primera de lo que se convertiría en una racha de ocho carreras en las que Larrousse no pudo terminar debido a una falla mecánica. En ese momento, el dinero se había acabado y no se actualizó ni una sola pieza después de Hockenheim. El segundo doblete del equipo se produjo 7 meses después del primero, con el desafortunado Comas sobreviviendo a un Gran Premio de Italia plagado de accidentes para sumar un punto por el sexto lugar. Las cosas parecían ir bien para el equipo, con sólo un abandono en las últimas cuatro carreras. Lamentablemente, la cuenta de puntos de Larrousse al salir de Monza se mantendría sin cambios. Sin un centavo, Gérard Larrousse contrató al bien financiado Toshio Suzuki para reemplazar a Alliot en Japón y Australia.

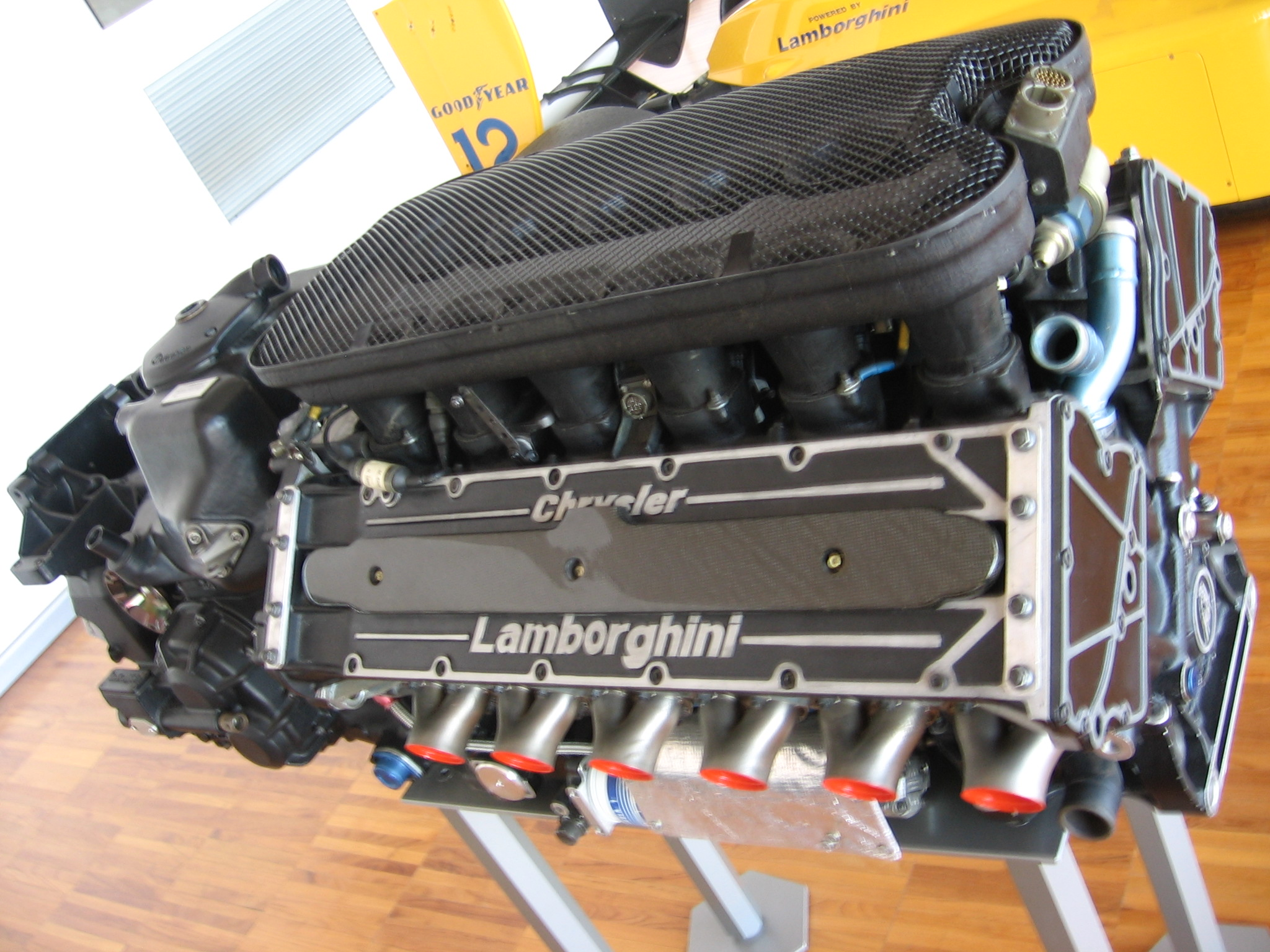
Motor V12 de Lamborghini utilizado por el equipo Larrousse en 1993.

## Resultados
(Clave) (negrita indica pole position) (cursiva indica vuelta rápida)

| Año     | Motor           | Neu. | N.º | Pilotos         | 1   | 2   | 3   | 4   | 5   | 6   | 7   | 8   | 9   | 10  | 11  | 12  | 13  | 14  | 15  | 16  | Puntos | Pos. |
| ------- | --------------- | ---- | --- | --------------- | --- | --- | --- | --- | --- | --- | --- | --- | --- | --- | --- | --- | --- | --- | --- | --- | ------ | ---- |
| 1993    | Lamborghini V12 | G    |     |                 | RSA | BRA | EUR | SMR | ESP | MON | CAN | FRA | GBR | GER | HUN | BEL | ITA | POR | JPN | AUS | 3      | 10.º |
| 1993    | Lamborghini V12 | G    | 19  | Philippe Alliot | Ret | 7   | Ret | 5   | Ret | 12  | Ret | 9   | 11  | 12  | 8   | 12  | 9   | 10  |     |     | 3      | 10.º |
| 1993    | Lamborghini V12 | G    | 19  | Toshio Suzuki   |     |     |     |     |     |     |     |     |     |     |     |     |     |     | 12  | 14  | 3      | 10.º |
| 1993    | Lamborghini V12 | G    | 20  | Érik Comas      | Ret | 10  | 9   | Ret | 9   | Ret | 8   | 16  | Ret | Ret | Ret | Ret | 6   | 11  | Ret | 12  | 3      | 10.º |
| Fuente: |                 |      |     |                 |     |     |     |     |     |     |     |     |     |     |     |     |     |     |     |     |        |      |